# 伝記映画

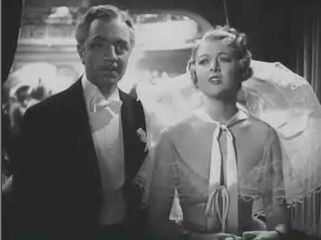
初期の伝記映画『巨星ジーグフェルド』（1936年）の一幕

伝記映画（でんきえいが）は映画のジャンルのひとつで、歴史上の偉人など、実在の人物の生涯もしくは半生を描いた映画を指す。ほとんどの作品はドキュメンタリー映画のように完全な伝記や史実に基づくものではなく、制作者が多少の創作や脚色をくわえることが一般的である。
伝記映画は、映画の草創期であるサイレント映画の時代からおおく製作されていたが、トーキーが映画の主流となっていった1930年代に、アルフレッド・ワーカーの『ロスチャイルド』（1934年）、ロバート・Z・レナードの『巨星ジーグフェルド』（1936年）、ウィリアム・ディターレの『科学者の道』（1936年）や『ゾラの生涯』（1937年）が、アメリカ合衆国の映画賞であるアカデミー作品賞で受賞ないしノミネートを果たすといった評価を得て、この時期にジャンルとして確立した。それ以降に製作された伝記映画にはデヴィッド・リーンの『アラビアのロレンス』（1962年）や、ケン・ラッセルの『恋人たちの曲 悲愴』（1970年）などがある。近年では、イギリスのロックバンド、クイーンを題材とした『ボヘミアン・ラプソティ』（2018年）が世界中で大ヒットした。そのため、洋楽に関する伝記映画が特に注目されており、ビートルズ、エルヴィス・プレスリー、ホイットニー・ヒューストンなどが取り上げられ、ザ・ビートルズ: Get Back（2021年）、エルヴィス（2022年） 、ホイットニー・ヒューストン I WANNA DANCE WITH SOMEBODY（同年）といった作品が制作された 。